# JiLL-Decoy association
JiLL-Decoy association（ジルデコイ・アソシエーション）は、日本のジャズバンドである。通称「ジルデコ」。

## 概要
chihiRo(vo)、towada(ds)からなる生演奏を主体としたジャズファンクサウンドとchihiRoのハートウォームなボーカルが魅力の2人組。元メンバーはkubota。ジャズ/ポップス/ファンク/ロックをベースにしたオリジナリティあふれる楽曲と、高い演奏力が生むジャム・セッションのように進化するライヴ・パフォーマンスによりファンを増やしている。
ニューヨークの音楽学校でジャズを学び、ヒップホップやR&Bなど様々な音楽から影響を受けたkubotaが帰国後、同じくシカゴでJAZZを学んだtowadaと意気投合。その後、同時期にJAZZのセッションで出会ったchihiRoと合流し、2002年にバンドを結成する。
2006年6月、シングル「like ameba」でポニーキャニオンよりメジャー・デビュー。
2007年4月、初のフルアルバム「ジルデコ」をリリース。
結成10周年となる2012年、記念アルバムを三作リリースし、その内の一枚『Lovely』は“全国CDショップ大賞”にノミネートされた。
2013年9月にワーナーミュージックから発表された5thアルバム『ジルデコ5』は、第55回日本レコード大賞の優秀アルバム賞にノミネートされた。

## メンバー
- chihiRo（チヒロ） - ヴォーカル
1980年9月29日[6]生まれ、神奈川県出身、血液型：O型。
中学時代はミュージシャン・秦基博[7]やお笑いコンビジョイマン[8]と同じ学校に通っていた。また、音楽ユニットJazzin' parkの栗原暁は大学の同級生である[9]。
兄が1人いる[10]。
2016年4月、妊娠を発表[11]。

- towada（トワダ） - ドラム／リーダー
1976年6月7日[12]生まれ、東京都出身、血液型：O型。
熱いプレイの中にも確かなテクニックと音楽性を併せ持っている。アコースティック編成ではカホンも叩く。最近はラディックのヴィンテージドラムを愛用している。3児の父。

### 元メンバー
- kubota（クボタ） - ギター
1976年7月21日[13]生まれ、静岡県出身、血液型：B型。
ジャズ理論をベースとしたアカデミックなプレイが特徴。ガットギターからエレキまでジャンルレスに弾きこなす。愛称はクボチン。2019年をもってジルデコでの活動を終了した。

## ディスコグラフィ

### 参加作品
| 発売日         | タイトル                                                      | 規格品番   | 収録曲・備考                                                           |
| -------------- | ------------------------------------------------------------- | ---------- | ---------------------------------------------------------------------- |
| 2006年2月15日  | 『ウォーターズ soundtracks』                                  | AVCF-22586 | M-1「非日常の光る」                                                    |
| 2009年3月25日  | Jazzin' park『Sakura Flavor』                                 | BVCR-17078 | M-5「桜」 feat. chihiRo                                                |
| 2009年8月22日  | Drama Jazz Allstars『DRAMA JAZZ 〜THE BEST OF DRAMA SONGS〜』 | USM-026    | chihiRoがボーカルとして参加。                                          |
| 2009年10月21日 | PE'Z『PE'Z COLOR Vol.0』                                      | APPR-2503  | M-8「no specially」 （JiLL-Decoy association Remix）                   |
| 2010年1月27日  | dorlis『swingin' street 4』                                   | RZCD-46443 | M-2「恋の同盟」 feat. chihiRo & 須永辰緒                               |
| 2010年5月26日  | 『WIRED CAFE MUSIC Recommendation "Feel"』                    | XQEB-1009  | M-9「(You Make Me Feel)Like A Natural Woman」                          |
| 2018年3月7日   | Fuminori Kagajo『Timeless』                                   | SSP-001CD  | M-4 When You Smile feat. chihiRo(JiLL-Decoy association)               |
| 2021年1月27日  | ナミヒラアユコ『薄明光線』                                    | RBW-0019   | M-7 Focus on the Good Things feat.chihiRo(from JiLL-Decoy association) |

### 作詞・作曲・編曲
- 城南海『加那　-イトシキヒトヨ-』（2009年8月19日）
M-12「ココロのフィルム」 作詞：chihiRo、作曲&編曲：kubota

## タイアップ
| 楽曲名                          | 媒体 |
| ------------------------------- | --- |
| Jolly Jolly                     | テレビ朝日系アニメ「RED GARDEN」オープニングテーマ |
| アイロニー                      | 「スーパーエッシャー展」イメージソング |
| 輪                              | 日本テレビ系「ぐるぐるナインティナイン」2007年4月〜6月度エンディングテーマ |
| no name collection              | テレビ神奈川「1230@ハマランチョ」2007年9月度エンディングテーマ 北陸朝日放送「MID-TV」2007年9月度エンディングテーマ 富山テレビ「BBT MUSIC SELECTION」2007年9月度エンディングテーマ |
| 熱                              | ベルクラシックグループ『アヤナチュール』PVイメージソング |
| 光の指す方へ                    | テレビ東京系アニメ「BLUE DRAGON 天界の七竜」前期オープニングテーマ |
| 蕾                              | テレビ東京系アニメ「BLUE DRAGON 天界の七竜」前期エンディングテーマ |
| SUMMER MAGIC                    | テレビ朝日系「恋愛百景」2008年7月〜9月度エンディングテーマ |
| 一途な星                        | 映画「落語娘」主題歌 |
| GARDEN                          | BS日テレ「石田純一の街の達人」2010年4月度エンディングテーマ |
| 上質サボタージュ                | テレビ東京系「ドライブ A GO!GO!」2010年10月〜2010年12月度エンディングテーマ |
| happy ever after                | 日テレNEWS24（CS）・日本テレビ「Oha!4 NEWS LIVE」2010年10月〜2010年12月度 5時台「お出かけ前天気」テーマ                                                                           |
| THOUGHT I'D NEVER SEE YOU AGAIN | テレビ東京系「空から日本を見てみよう」2010年10月〜2010年12月度エンディングテーマ                                                                                                  |
| 世界とアイラブユー              | フジテレビ「みんなのニュース」“ニュースのうた”コーナー 2015年4月 水曜日放送曲 |

## ミュージックビデオ
| 公開年 | 監督                      | 曲名                         | 備考 |
| ------ | ------------------------- | ---------------------------- | ---- |
| 2006年 | 川村ケンスケ              | like ameba                   |      |
| 2006年 | 清末隆宏                  | Jolly Jolly                  |      |
| 2007年 | 谷篤                      | 輪                           |      |
| 2007年 | 坂本敏広                  | no name collection           |      |
| 2008年 | 岩元正幸                  | SUMMER MAGIC                 |      |
| 2010年 | Yahman                    | ドレスを着る前に             |      |
| 2012年 |                           | Take On Me                   |      |
| 2012年 | Red & Blue, Green & White |                              |      |
| 2013年 |                           | パパのベイビー               |      |
| 2013年 | 岩元正幸                  | シングルマザー A GO GO!!     |      |
| 2014年 | 服部智聡                  | Freedom Express              |      |
| 2018年 |                           | イヤホンを外したら feat.BASI |      |
| 2021年 | 佐々木基有                | 真夜中のドア〜stay with me   |      |
| 2021年 | エンガワフィルム          | グレー色                     |      |

## 参加作品
| 発売日        | アーティスト名 | 曲名          | 備考            |
| ------------- | -------------- | ------------- | --------------- |
| 2015年10月1日 | 16 Voices      | ひとり ひとつ | chihiRoのみ参加 |

## 出演番組

### 現在
2018年1月現在。
- K-MIX ジルデコ presents SUNDAY LOUNGE(毎週日曜21:00〜21:30）

### 過去
- JiLL-Decoy associationの「ジルデコネクション」[15]（Yahoo!ポッドキャスト、2007年2月-・毎週水曜更新）
- HEAT PHONICS[16][17]（ZIP-FM、2007年4月-・毎週月曜24:45-25:05）
- SeptemberRieとジルデコchihiRoのいつだってハーモニー♪（RADIO BERRY、2010年4月 - 9月） - 出演はchihiRoとRie（September）
- ジルデコ FRIDAY SESSION（FM NORTH WAVE、2014年4月 - 2017年3月）

## 派生ユニット
- JDs - メンバーのkubotaとtowadaによるインストゥルメンタルジャズユニット[18]。2009年夏より活動を行っている[19]。